# Деркач Леонід Васильович
Леоні́д Васи́льович Дерка́ч  (19 липня 1939, Дніпропетровськ — 14 січня 2022, Київ) — політик. Батько російського агента Андрія Деркача.

## Життєпис
Народився 19 липня 1939 року в Дніпропетровську, українець, мав дружину. У 1970 році закінчив фізико-технічний факультет Дніпропетровського університету. За фахом — інженер-механік.
У 1973 році закінчив вищі курси КДБ СРСР. Працював на «Південмаші» начальником першого відділу, на підприємствах ракетної промисловості. З 1972 року — в Управлінні КДБ СРСР в Дніпропетровській області. Був заступником директора Павлоградського механічного заводу, начальником Павлоградського відділу КДБ.
Проросійський елемент у оточенні президента Л.Кучми, який займав посади в державних органах.
З грудня 1992 року керівник Державної служби України з питань технічного захисту інформації. З серпня 1994 по липень 1995 року — перший заступник Голови СБУ, звільнено з посади Указом Президента України від 20 липня 1995 року № 632/95. З липня 1995 року голова Держмиткому України (Указ Президента України від 11 липня 1996 року № 525/96). Дійсний державний радник митної служби (Указ Президента України від 24 червня 1996 року № 461/96). 22 квітня 1998 року його було звільнено з посади (Указ Президента України № 352/98) та призначено Головою СБУ (Указ Президента України від 22 квітня 1998 року № 353/98). Звільнено з посади (Указ Президента України від 10 лютого 2001 року № 83/2001)
З 14 травня 2002 по 25 травня 2006 року — народний депутат України 4-го скликання, обраний по виборчому округу № 36 «Дніпропетровська область», висунутий проросійським виборчим блоком політичних партій «За єдину Україну!». Член Комітету з питань законодавчого забезпечення правоохоронної діяльності.
З березня 2006 року кандидат у народні депутати України від Блоку НДП, № 13 в списку.
Помер у Києві 14 січня 2022 року у віці 82 років.

## Убивство Георгія Гонгадзе
Фігурує у справі убивства журналіста Георгія Гонгадзе. 
Докладніше —  касетний скандал. 

## Відзнаки
- Орден «Знак Пошани» (1990)
- Орден Богдана Хмельницького III ступеня (07.1999)[14]
- Іменна вогнепальна зброя (1996, 1998, 1999, 2000)
- 6 медалей
- Нагрудний знак «Почесна відзнака СБУ» (1999)
- Відзнаки Міністерства оборони України «Доблесть і честь» (1998), «Ветеран військової служби» (2000)
- Почесна відзнака НОК України (1999)
- Відзнака Міністерства вугільної промисловості України «Шахтарська доблесть» I ступеня (1999)
- 19 липня 1999 року «за сумлінну державну службу, значні заслуги у становленні громадянського суспільства та захист національних інтересів України» нагороджений Орденом Святого Станіслава 1-го ступеню[15].Примітки

1. ↑  Указ Президента України від 10 лютого 2001 року № 83/2001 «Про звільнення Л. Деркача з посади Голови Служби безпеки України»
2. ↑  Указ Президента України від 1 грудня 1992 року № 593/92 «Про Державну службу України з питань технічного захисту інформації»
3. ↑  Указ Президента України від 9 серпня 1994 року № 433/94 «Про першого заступника Голови Служби безпеки України»
4. ↑  Указ Президента України від 20 липня 1995 року № 632/95 «Про увільнення Л. Деркача з посади першого заступника Голови Служби безпеки України»
5. ↑  Указ Президента України від 20 липня 1995 року № 633/95 «Про призначення Л. Деркача Головою Державного митного комітету України»
6. ↑  Указ Президента України від 11 липня 1996 року № 525/96 «Про призначення Л. Деркача Головою Державного митного комітету України»
7. ↑  Указ Президента України від 24 червня 1996 року № 461/96 «Про присвоєння Л. Деркачу персонального звання державної митної служби»
8. ↑  Указ Президента України від 22 квітня 1998 року № 352/98 «Про звільнення Л. Деркача з посади Голови Державної митної служби України»
9. ↑  Указ Президента України від 22 квітня 1998 року № 353/98 «Про призначення Л. Деркача Головою Служби безпеки України»
10. ↑  Указ Президента України «Про звільнення Л. Деркача з посади Голови Служби безпеки України» від 10.02.2001 № 83/2001
11. ↑  Постанова Центральної виборчої комісії від 31 грудня 2005 року № 345 «Про реєстрацію кандидатів у народні депутати України, включених до виборчого списку Блоку НДП»
12. ↑  Помер колишній голова СБУ Леонід Деркач. Лівий берег. 15 січня 2022. Архів оригіналу за 23 квітня 2023. Процитовано 16 жовтня 2023.
13. ↑  Помер колишній глава СБУ Леонід Деркач. РБК-Украина (рос.). Процитовано 18 січня 2022.
14. ↑  Указ Президента України від 19 липня 1999 року № 873/99 «Про нагородження відзнакою Президента України "Орден Богдана Хмельницького"»
15. ↑  Міжнародний Орден Святого Станіслава [Архівовано 2022-01-15 у Wayback Machine.]
ДЕРКАЧ Леонід Васильович [Архівовано 2022-01-15 у Wayback Machine.]